# Да (буква маньчжурского алфавита)

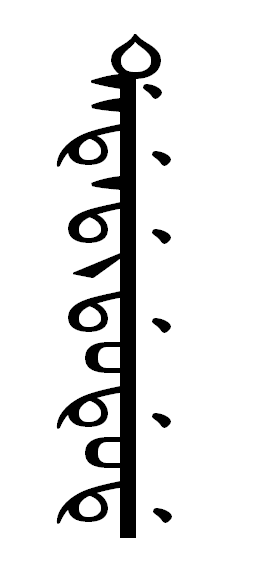
Дадэдидодуд

Хэргэни да — условно выделяемая буква маньчжурского силлобария Чжуван чжувэ, обозначает звонкий альвеолярный взрывной согласный /d/. Правила написания буквы находятся в единстве с правилами написания парной глухой буквы «Та». Буква «Та» пишется без тонки (точка справа) и они могут рассматриваться как одна буква Т/Д.
По традиции, перешедшей из монгольской письменности, буква имеет два варианта написания (два в начале и два в середине слова). В монгольском это применяется для уточнения произношения следующих за согласной гласных букв, имеющих одинаковое написание. В маньчжурской письменности не различаемые в монгольском гласные различаются с помощью тонки (точка справа), но при написании этой буквы из-за графического минимализма происходит накладка с буквой «Та», которая тоже отличается с помощью тонки и использование двух вариантов написания имеет дифференциальное значение.
Как финаль в конце слова не встречается.
Слоги с буквой «Да» в первом разделе силлобария Чжуван чжувэ:

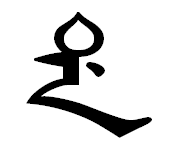
Да
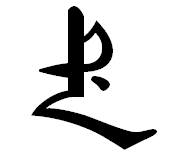
Дэ
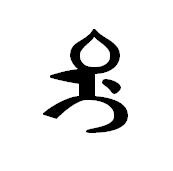
Ди

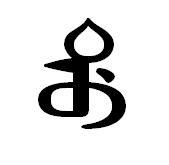
До
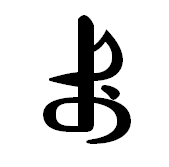
Ду